# Dener Jaanimaa
Dener Jaanimaa (ur. 8 sierpnia 1989 w Tallinnie) – estoński piłkarz ręczny, reprezentant kraju, prawy rozgrywający. Obecnie występuje w Bundeslidze, w drużynie ThSV Eisenach.